# Nyl Yakura
Nyl Kiyoshi Yakura, né le 14 février 1993 à Scarborough, est un joueur de badminton canadien.

## Carrière
Il remporte aux Championnats panaméricains de badminton la médaille d'or en double messieurs en 2016, 2017, 2018 et 2019, la médaille d'or en double mixte en 2016, la médaille d'or en équipe mixte en 2013, 2014, 2016, 2017 et 2019, la médaille d'argent en double messieurs en 2013, la médaille d'argent en double mixte en 2017 et 2018 et la médaille de bronze en double mixte en 2019.
Il est médaillé d'or du double messieurs et médaillé d'argent du double mixte aux Jeux panaméricains de 2019 à Lima.